# Pécsi Egyetem (folyóirat)
A Pécsi Egyetem Pécsett megjelenő újság volt. Teljes neve A Pécsi Egyetemi és Főiskolai Párt- és DISZ Bizottság lapja volt, de az alcím többször is változott.

## Története
1953 februárjában adták ki először kétheti gyakorisággal. Utolsó változatát 1956. október 24-én adták ki Az MDP Egyetemi és Főiskolai Bizottsága és a MEFESZ lapja címen.

## Felelős szerkesztői
- Pusztai József
- Gyöngyös Vilmos
- Csorba Tivadar
- Gerencsér József
- Kovács Zoltán
- Tényi Jenő
- Gyenis János